# Nad tёmnoj vodoj
Nad tёmnoj vodoj (Над тёмной водой) è un film del 1992 diretto da Dmitrij Meschiev.

## Trama
Il film si svolge a Leningrado negli anni '60. Il film racconta di una bella ragazza di provincia che incontra tre amici, ognuno dei quali l'ha invitata a sposarlo.